# Gabonia fulvicornis
Gabonia fulvicornis es una especie de insecto coleóptero de la familia Chrysomelidae. Fue descrita  en 1997 por Scherer & Boppre.